# Rudolf Ortmann
Rudolf Ortmann (* 10. März 1874 in Reichenberg, Böhmen; † 22. November 1939 in Wien) war ein österreichischer Pädagoge, Schulleiter und Ministerialbeamter.

## Leben
Er stammte aus der böhmischen Stadt Reichenberg. Nach dem Schulbesuch studierte er an den Universitäten in Prag und Wien Germanistik, Geschichte und Geographie. Nach erfolgreicher Promotion arbeitete er zwischen 1898 und 1903 an verschiedenen  Privatmittelschulen in Wien als Gymnasiallehrer. Im Jahre 1903 erfolgte seine Berufung zum Gymnasialprofessor in Salzburg. Bereits im darauffolgenden Jahr folgte er den Ruf als Direktor des Öffentlichen Mädchenlyzeums Wien 13 im Wiener Stadtteil Hietzing, das damals neueröffnet wurde. Dort wirkte er über die Jahre des Ersten Weltkrieges, wobei er im Jahre 1916 begann, das Lyzeum in ein achtklassiges Reformrealgymnasium umzuformen.
1919 schied er aus dem aktiven Schuldienst aus und wurde Landesschulinspektor an der Reformabteilung des Staatsamtes für Inneres und Unterricht in Wien. 1922 wechselte Rudolf Ortmann an die Abteilung für pädagogisch-didaktische Angelegenheiten der Mittelschulen, wo er mehrere reformierte Lehrpläne herausgab. 1933 trat er im Alter von 59 Jahren aufgrund seiner angeschlagenen Gesundheit, die ihn u. a. zu einem Kuraufenthalt in Karlsbad veranlassten, in den Ruhestand. Er starb sechs Jahre später in Wien.

## Werke (Auswahl)
- Deutsches. Lesebuch für die österreichischen Mädchen-Lyceen, 6 Teile, 1901–1906.
- Die neue Schule im neuen Staat, Wien: Vereinigung sozialistischer Mittelschullehrer Deutsch-Österreichs, 1918.
- Vom gesprochenen Deutsch und vom geschriebenen, Wien: Deutscher Verlag für Jugend und Volk, 1921.
- (mit Karl Muthesius und Hermann Rolle): Deutsche Oberschule und Aufbauschule, Berlin: Union-Verlag, 1921.
- Regeln und Wörterverzeichnis für die Aussprache und Rechtschreibung, Wien: Deutscher Verlag für Jugend und Volk, 1931.
- (mit Johann Wiesner) Deutsche Literaturkunde für österreichische Mittelschulen, 13. Aufl., Leipzig, 1936.